# Viljakansaari
Viljakansaari är en 115 km² stor ö i sjön Pihlajavesi i Saimen i Finland. Viljakansaari hör till Puumala kommun. Öns största längd är 21 kilometer i öst-västlig riktning.
Vilkakansaari är förbundet med fastlandet genom en bro över Leukoinsalmi i sydväst och av Rongonsalmifärjan mot Lieviskä i öster. I norr trafikerar Kietäväläfärjan ön Partalansaari.